# خیابان پارلمان (تورنتو)
خیابان پارلمان (انگلیسی: Parliament Street) یک خیابان شمالی-جنوبی در بخش شرقی مرکز شهر تورنتو، انتاریو، کانادا است.